# NN-219
La carretera NN-219 es una vía departamental secundaria que recorre parte del departamento de Rivas en el sur de Nicaragua. Tiene una longitud de 5.89 kilómetros y conecta la Carretera Panamericana (NIC-1) en el sector de Los Ranchos con la comunidad de Pueblo Nuevo en el municipio de Belén. Su construcción se completó en 1995, mejorando el acceso entre zonas rurales y la carretera troncal del país.

## Trazado y cruces
La siguiente tabla muestra las principales localidades y conexiones por donde transita la NN-219:
| km   | Localidad          | Departamento | Conexión / Ruta |
| ---- | ------------------ | ------------ | --------------- |
| 0.0  | Los Ranchos        | Rivas        | NIC 1           |
| 3.2  | Sector Las Lajitas | Rivas        |                 |
| 5.89 | Pueblo Nuevo       | Rivas        |                 |

## Coordenadas
Uno de los tramos de la NN-219 puede ser encontrado en las coordenadas: 11°24′54″N 85°49′45″O / 11.4150, -85.8292